# Dooh Moukoko
Dooh Moukoko (* 26. Juni 1990 in Douala), mit vollständigen Namen Yves Alain Dooh Moukoko, ist ein kamerunischer Fußballspieler.

## Karriere
Dooh Moukoko erlernte das Fußballspielen in der Jugendmannschaft von AS CETEF de Douala in Kamerun. Hier stand er bis 2011 unter Vertrag. 2012 wechselte er in die Yong Sports Academy. Die Saison 2014 stand er in Thailand bei Police United unter Vertrag. Der Verein aus Bangkok spielte in der ersten Liga des Landes, der Thai Premier League. Für Police absolvierte er 24 Erstligaspiele. 2015 wechselte er zum Zweitligisten BBCU FC. Als Tabellenvierter stieg er mit BBCU in die erste Liga auf. Für BBCU stand er 21-mal in der ersten Liga auf dem Spielfeld. Am Ende der Saison musste er mit BBCU wieder den Weg in die Zweitklassigkeit antreten. Wo er seit 2017 gespielt hat, ist unbekannt.